# Асронкулов, Нематулло
Нематулло Асронкулов (род. 1 апреля 1982, Ленинский район) — таджикский дзюдоист, представитель средней весовой категории. Выступал за национальную сборную Таджикистана по дзюдо в период 2005—2014 годов, участник летних Олимпийских игр в Пекине, серебряный призёр чемпионата Азии, многократный победитель первенств национального значения.

## Биография
Нематулло Асронкулов родился 1 апреля 1982 года в районе Рудаки Таджикской ССР.
Первого серьёзного успеха на взрослом международном уровне добился в сезоне 2005 года, когда вошёл в основной состав таджикской национальной сборной и в зачёте средней весовой категории одержал победу на Суперкубке мира в Москве. В этом же сезоне выступил на Суперкубке мира в Гамбурге и на чемпионате мира в Каире, где в 1/8 финала был остановлен представителем Белоруссии Андреем Казусёнком.
В 2006 году выиграл бронзовую медаль на Кубке мира в Баку, отметился выступлениями на Суперкубках мира в Париже и Гамбурге, принял участие в Азиатских играх в Дохе, где проиграл японцу Сатоси Исии и иранцу Аббасу Фаллаху.
В 2007 году в среднем весе победил на чемпионате Таджикистана в Душамбе, побывал на азиатском первенстве в Кувейте, откуда привёз награду серебряного достоинства. При этом на мировом первенстве в Рио-де-Жанейро был побеждён уже в стартовом поединке.
Благодаря череде удачных выступлений удостоился права защищать честь страны на летних Олимпийских играх 2008 года в Пекине — выступал здесь в категории до 90 кг, однако уже на предварительном этапе потерпел поражение от азербайджанца Эльхана Мамедова и сразу же выбыл из борьбы за медали.
После некоторого перерыва в 2011 году Асронкулов вернулся в состав дзюдоистской команды Таджикистана, в частности в этом сезоне он вновь выиграл национальное первенство в среднем весе, выступил на этапах Кубка мира в Ташкенте и Алма-Ате.
В октябре 2014 года принял участие в Гран-при Ташкента, где уже в первом поединке проиграл россиянину Адлану Бисултанову.